# Open Nederlandse kampioenschappen kortebaanzwemmen 2018
De Open Nederlandse kampioenschappen kortebaanzwemmen 2018 werden gehouden van 21 tot en met 23 december 2018 in sportcomplex De Drieburcht in Tilburg.

## Programma
| S | Series | Goud | Finale |

| Ochtendsessie | 09:00 | Avondsessie | 16:30 |

| Onderdeel         | December | December | December | December | December | December |
| Onderdeel         | 21       | 21       | 22       | 22       | 23       | 23       |
| ----------------- | -------- | -------- | -------- | -------- | -------- | -------- |
| 50m vrije slag    |          |          |          |          | S        | Goud     |
| 100m vrije slag   |          |          | S        | Goud     |          |          |
| 200m vrije slag   | S        | Goud     |          |          |          |          |
| 400m vrije slag   |          |          |          |          | S        | Goud     |
| 800m vrije slag   |          |          | Goud     |          |          |          |
| 1500m vrije slag  | Goud     | Goud     |          |          |          |          |
| 50m rugslag       |          |          | S        | Goud     |          |          |
| 100m rugslag      | S        | Goud     |          |          |          |          |
| 200m rugslag      |          |          |          |          | S        | Goud     |
| 50m schoolslag    | S        | Goud     |          |          |          |          |
| 100m schoolslag   |          |          |          |          | S        | Goud     |
| 200m schoolslag   |          |          | S        | Goud     |          |          |
| 50m vlinderslag   | S        | Goud     |          |          |          |          |
| 100m vlinderslag  |          |          | S        | Goud     |          |          |
| 200m vlinderslag  |          |          |          |          | S        | Goud     |
| 100m wisselslag   | S        | Goud     |          |          |          |          |
| 200m wisselslag   |          |          |          |          | S        | Goud     |
| 400m wisselslag   |          |          | S        | Goud     |          |          |
| 4x100m vrije slag |          |          |          |          | Goud     | Goud     |
| 4x200m vrije slag |          |          | Goud     | Goud     |          |          |
| 4x100m wisselslag | Goud     | Goud     |          |          |          |          |
| Totaal            | 7        | 7        | 7        | 7        | 7        | 7        |

| Onderdeel         | December | December | December | December | December | December |
| Onderdeel         | 21       | 21       | 22       | 22       | 23       | 23       |
| ----------------- | -------- | -------- | -------- | -------- | -------- | -------- |
| 50m vrije slag    | S        | Goud     |          |          |          |          |
| 100m vrije slag   |          |          | S        | Goud     |          |          |
| 200m vrije slag   |          |          |          |          | S        | Goud     |
| 400m vrije slag   | S        | Goud     |          |          |          |          |
| 800m vrije slag   |          |          | Goud     | Goud     |          |          |
| 1500m vrije slag  |          |          |          |          | Goud     |          |
| 50m rugslag       | S        | Goud     |          |          |          |          |
| 100m rugslag      |          |          | S        | Goud     |          |          |
| 200m rugslag      |          |          |          |          | S        | Goud     |
| 50m schoolslag    |          |          | S        | Goud     |          |          |
| 100m schoolslag   | S        | Goud     |          |          |          |          |
| 200m schoolslag   |          |          |          |          | S        | Goud     |
| 50m vlinderslag   | S        | Goud     |          |          |          |          |
| 100m vlinderslag  |          |          |          |          | S        | Goud     |
| 200m vlinderslag  |          |          | S        | Goud     |          |          |
| 100m wisselslag   | S        | Goud     |          |          |          |          |
| 200m wisselslag   |          |          | S        | Goud     |          |          |
| 400m wisselslag   |          |          |          |          | S        | Goud     |
| 4x100m vrije slag |          |          | Goud     | Goud     |          |          |
| 4x200m vrije slag | Goud     | Goud     |          |          |          |          |
| 4x100m wisselslag |          |          |          |          | Goud     | Goud     |
| Totaal            | 7        | 7        | 7        | 7        | 7        | 7        |

## Medailles
Legenda
- WR = Wereldrecord
- ER = Europees record
- NR = Nederlands record
- CR = Kampioenschapsrecord

### Mannen
| Onderdeel            | Goud                                                                 | Goud     | Zilver                                                              | Zilver   | Brons                                                                        | Brons    |
| -------------------- | -------------------------------------------------------------------- | -------- | ------------------------------------------------------------------- | -------- | ---------------------------------------------------------------------------- | -------- |
| Vrije slag           |                                                                      |          |                                                                     |          |                                                                              |          |
| 50 m                 | Thom de Boer De Dolfijn                                              | 21,71    | Kenzo Simons De Dolfijn                                             | 21,81    | Sebastien De Meulemeester Flanders                                           | 22,18    |
| 100 m                | Stan Pijnenburg PSV                                                  | 47,81    | Ben Schwietert ZPC Amersfoort                                       | 48,64    | Alexandre Marcourt Flanders                                                  | 48,80    |
| 200 m                | Luc Kroon Ed-Vo                                                      | 1.44,49  | Sebastien De Meulemeester Flanders                                  | 1.45,46  | Thomas Thijs Flanders                                                        | 1.46,58  |
| 400 m                | Maarten Brzoskowski PSV                                              | 3.43,44  | Luc Kroon Ed-Vo                                                     | 3.44,37  | Thomas Thijs Flanders                                                        | 3.49,06  |
| 800 m                | Noah Martens Flanders                                                | 7.55,96  | Marcel Schouten PSV                                                 | 8.02,09  | Thomas Jansen WVZ                                                            | 8.04,11  |
| 1500 m               | Noah Martens Flanders                                                | 15.13,31 | Marcel Schouten PSV                                                 | 15.18,21 | Thomas Jansen WVZ                                                            | 15.22,13 |
| Rugslag              |                                                                      |          |                                                                     |          |                                                                              |          |
| 50 m                 | Braga Verhage De Dolfijn                                             | 24,25    | Ensger Kotterink Albion                                             | 24,49    | Luuk Nijland DWK                                                             | 24,65    |
| 100 m                | Mathys Goosen De Dolfijn                                             | 52,90    | Ensger Kotterink Albion                                             | 53,59    | Luuk Nijland DWK                                                             | 54,38    |
| 200 m                | Lander Hendrickx Leuven Aquatics                                     | 1.56,11  | Jari Groenhart TriVia                                               | 1.56,16  | Thomas Jansen WVZ                                                            | 1.59,62  |
| Schoolslag           |                                                                      |          |                                                                     |          |                                                                              |          |
| 50 m                 | Ties Elzerman De Dolfijn                                             | 26,64 CR | Stan Pijnenburg PSV                                                 | 27,37    | Wietse Waninge ZPC Amersfoort                                                | 27,49    |
| 100 m                | Wietse Waninge ZPC Amersfoort                                        | 59,91    | Koen Lems ZPC Amersfoort                                            | 1.00,20  | Kasper Leeuw ZPC Amersfoort                                                  | 1.00,40  |
| 200 m                | Koen Lems ZPC Amersfoort                                             | 2.09,83  | Arjan Knipping PSV                                                  | 2.10,09  | Wietse Waninge ZPC Amersfoort                                                | 2.13,80  |
| Vlinderslag          |                                                                      |          |                                                                     |          |                                                                              |          |
| 50 m                 | Braga Verhage De Dolfijn                                             | 23,24    | Mathys Goosen De Dolfijn                                            | 23,27    | Joeri Verlinden PSV                                                          | 23,32    |
| 100 m                | Joeri Verlinden PSV                                                  | 51,02    | Mathys Goosen De Dolfijn                                            | 52,08    | Braga Verhage De Dolfijn                                                     | 52,84    |
| 200 m                | Joeri Verlinden PSV                                                  | 1.54,74  | Tim Hoogerwerf DWK                                                  | 2.00,10  | Jari Groenhart TriVia                                                        | 2.01,54  |
| Wisselslag           |                                                                      |          |                                                                     |          |                                                                              |          |
| 100 m                | Stan Pijnenburg PSV                                                  | 54,22    | Ensger Kotterink Albion                                             | 54,51    | Jeroen Baars The Hague Swimming                                              | 55,58    |
| 200 m                | Arjan Knipping PSV                                                   | 1.57,52  | Jari Groenhart TriVia                                               | 2.00,74  | Ensger Kotterink Albion                                                      | 2.01,61  |
| 400 m                | Arjan Knipping PSV                                                   | 4.07,09  | Jari Groenhart TriVia                                               | 4.14,17  | Thomas Jansen WVZ                                                            | 4.21,20  |
| Vrije slag estafette |                                                                      |          |                                                                     |          |                                                                              |          |
| 4x100 m              | PSV I Tom Donker Maarten Brzoskowski Joeri Verlinden Stan Pijnenburg | 3.13,69  | De Dolfijn I Bart Sommeling Kenzo Simons Thom de Boer Mathys Goosen | 3.15,33  | DWK I Luuk Nijland Thomas Kappe Serginni Marten Tim Hoogerwerf               | 3.18,50  |
| 4x200 m              | PSV I Joeri Verlinden Arjan Knipping Tom Donker Stan Pijnenburg      | 7.14,73  | De Dolfijn I Thom de Boer Nino Sieling Mathys Goosen Bart Sommeling | 7.18,34  | DWK I Tim Hoogerwerf Niek Heethaar Serginni Marten Luuk Nijland              | 7.19,26  |
| Wisselslagestafette  |                                                                      |          |                                                                     |          |                                                                              |          |
| 4x100 m              | PSV I Tom Donker Arjan Knipping Joeri Verlinden Kyle Stolk           | 3.32,87  | De Dolfijn I Kenzo Simons Ties Elzerman Mathys Goosen Thom de Boer  | 3.34,70  | ZPC Amersfoort I Austin Namesnik Wietse Waninge Fabian Beimin Kingue Struijf | 3.37,40  |

### Vrouwen
| Onderdeel            | Goud                                                                     | Goud     | Zilver                                                                            | Zilver   | Brons                                                                 | Brons    |
| -------------------- | ------------------------------------------------------------------------ | -------- | --------------------------------------------------------------------------------- | -------- | --------------------------------------------------------------------- | -------- |
| Vrije slag           |                                                                          |          |                                                                                   |          |                                                                       |          |
| 50 m                 | Valerie van Roon WVZ                                                     | 24,64    | Maaike de Waard PSV                                                               | 24,75    | Marjolein Delno VZC                                                   | 25,26    |
| 100 m                | Maud van der Meer PSV                                                    | 54,03    | Marjolein Delno VZC                                                               | 54,35    | Imani de Jong ZPCH                                                    | 54,85    |
| 200 m                | Marjolein Delno VZC                                                      | 1.57,56  | Imani de Jong ZPCH                                                                | 1.58,39  | Leonie van Noort WVZ                                                  | 1.59,20  |
| 400 m                | Loulou Vos PSV                                                           | 4.09,00  | Imani de Jong ZPCH                                                                | 4.09,39  | Maria Grandt Hovedstadens Svømmeklub                                  | 4.10,27  |
| 800 m                | Imani de Jong ZPCH                                                       | 8.35,28  | Maria Grandt Hovedstadens Svømmeklub                                              | 8.36,18  | Laura Setz ZV Nova                                                    | 8.40,17  |
| 1500 m               | Laura Setz ZV Nova                                                       | 16.36,66 | Serena Stel De Dolfijn                                                            | 16.46,70 | Madelon Dijkstra ZPCH                                                 | 17.17,80 |
| Rugslag              |                                                                          |          |                                                                                   |          |                                                                       |          |
| 50 m                 | Josien Wijkhuijs ZV Orca                                                 | 27,51    | Marieke Tienstra TriVia                                                           | 27,75    | Tessa Vermeulen De Dolfijn                                            | 27,87    |
| 100 m                | Tessa Vermeulen De Dolfijn                                               | 59,41    | Marieke Tienstra TriVia                                                           | 1.00,22  | Indy Jongman PSV                                                      | 1.00,84  |
| 200 m                | Tessa Vermeulen De Dolfijn                                               | 2.06,63  | Marieke Tienstra TriVia                                                           | 2.08,58  | Indy Jongman PSV                                                      | 2.09,63  |
| Schoolslag           |                                                                          |          |                                                                                   |          |                                                                       |          |
| 50 m                 | Fleur Vermeiren Flanders                                                 | 30,75    | Rosey Metz WVZ                                                                    | 30,83    | Tes Schouten WVZ                                                      | 31,10    |
| 100 m                | Fleur Vermeiren Flanders                                                 | 1.06,89  | Rosey Metz WVZ                                                                    | 1.06,99  | Tes Schouten WVZ                                                      | 1.07,59  |
| 200 m                | Anna Wermuth Hovedstadens Svømmeklub                                     | 2.27,48  | Anouk Elzerman De Dolfijn                                                         | 2.27,91  | Madelijne Schothans De Dinkel                                         | 2.30,12  |
| Vlinderslag          |                                                                          |          |                                                                                   |          |                                                                       |          |
| 50 m                 | Maaike de Waard PSV                                                      | 26,10    | Kinge Zandringa De Dolfijn                                                        | 26,62    | Josien Wijkhuijs ZV Orca                                              | 26,68    |
| 100 m                | Kinge Zandringa De Dolfijn                                               | 58,51    | Elinore de Jong The Hague Swimming                                                | 59,87    | Josien Wijkhuijs ZV Orca                                              | 59,91    |
| 200 m                | Kinge Zandringa De Dolfijn                                               | 2.10,45  | Lotte Hosper Racing Club                                                          | 2.12,95  | Femke Spiering VZC                                                    | 2.13,59  |
| Wisselslag           |                                                                          |          |                                                                                   |          |                                                                       |          |
| 100 m                | Marjolein Delno VZC                                                      | 59,99    | Josien Wijkhuijs ZV Orca                                                          | 1.01,30  | Britta Koehorst De Lansingh                                           | 1.02,84  |
| 200 m                | Marjolein Delno VZC                                                      | 2.11,91  | Maria Grandt Hovedstadens Svømmeklub                                              | 2.16,08  | Silke Holkenborg VZC                                                  | 2.16,10  |
| 400 m                | Lotte Hosper Racing Club                                                 | 4.47,19  | Maria Grandt Hovedstadens Svømmeklub                                              | 4.52,03  | Lisa Dreesens The Hague Swimming                                      | 4.53,13  |
| Vrije slag estafette |                                                                          |          |                                                                                   |          |                                                                       |          |
| 4x100 m              | PSV I Sam van Nunen Loulou Vos Amy de Langen Nelly Velthuijs             | 3.41,66  | De Dolfijn I Tamara Grove Kinge Zandringa Kaylin Stel Tessa Vermeulen             | 3.44,21  | VZC I Femke Spiering Saskia de Jonge Silke Holkenborg Marjolein Delno | 3.45,19  |
| 4x200 m              | VZC II Femke Spiering Silke Molendijk Silke Holkenborg Marjolein Delno   | 8.03,47  | PSV I Amy de Langen Maaike de Waard Loulou Vos Soraya Wasser                      | 8.03,54  | De Dolfijn I Serena Stel Kinge Zandringa Tamara Grove Tessa Vermeulen | 8.08,43  |
| Wisselslagestafette  |                                                                          |          |                                                                                   |          |                                                                       |          |
| 4x100 m              | De Dolfijn I Tessa Vermeulen Anouk Elzerman Kinge Zandringa Tamara Grove | 4.03,08  | The Hague Swimming I Lotte Hosper Ilse Rijnja Elinore de Jong Femke Hoppenbrouwer | 4.07,65  | VZC I Silke Holkenborg Marjolein Delno Silke Molendijk Femke Spiering | 4.09,43  |